# Okenia barnardi
Okenia barnardi Baba, 1937 è un mollusco nudibranchio della famiglia Goniodorididae.
L'epiteto specifico è un omaggio allo zoologo sudafricano Keppel Harcourt Barnard (1887 - 1964).

## Distribuzione e habitat
La specie è diffusa mell'oceano Pacifico occidentale, al largo delle coste del Giappone e di Hong Kong.